# Мегалопол
Мегалопол (на старогръцки: Μεγαλόπολις) е древен град в област Аркадия, централен Пелопонес.
Основан е през 371 г. пр. Хр. от тиванския пълководец Епаминонд, след битката при Левктра, в която Тива и съюзниците ѝ побеждават Спарта. Това е и първата значителна битка, която Спарта губи за предходните три века. След победата, Епаминонд навлиза в Пелопонес и, с цел да ограничи властта на Спарта вбъдеще, основава градовете Месена и Мегалопол. Жителите на града идват от обединението на редица по-малки селища.
Археологически проучвания са разкрили театъра, агората, храма на Зевс Спасител, булевтериона, и части от крепостната стена.

Павзаний, пътешественик и писател от 2 в. сл. Хр., посещава града.

## Личности
- Полибий, историк от 2 в. пр. Хр.